# Taiki Uchikoshi
Taiki Uchikoshi (打越 大樹 Uchikoshi Taiki?, Tokio, 12 de mayo de 1996) es un futbolista japonés que juega como defensa en el Rovers Kisarazu.

## Trayectoria
En 2019 se unió al Giravanz Kitakyushu.

## Clubes
| Club                | País  | Año   |
| ------------------- | ----- | ----- |
| Giravanz Kitakyushu | Japón | 2019  |
| Rovers Kisarazu     | Japón | 2020- |